# Ludesch
Ludesch est une commune autrichienne du district de Bludenz dans le Vorarlberg.